# Monumento a Giuseppe Garibaldi (Lecco)
Il monumento a Giuseppe Garibaldi è una scultura in granito collocata nell'omonima piazza di Lecco in Lombardia, dove Giuseppe Garibaldi fu ospite quattro volte.

## Storia
Eretta dallo scultore milanese Francesco Confalonieri nel 1884, sette anni prima dell'inaugurazione del suo monumento dedicato allo scrittore lecchese d'adozione Alessandro Manzoni (1891), è considerata la seconda scultura eretta in Italia dedicata all'Eroe dei due mondi da defunto, mentre Luino sul Lago Maggiore, dove Garibaldi combatté il 15 agosto 1848 la sua prima battaglia in territorio italiano contro una guarnigione austriaca, vanta l'unico monumento dedicato al patriota ancora in vita eretto nel 1867. Il monumento posto a Cesenatico, che rivendica la primogenitura, fu inaugurato solo il 2 agosto 1885, ad opera di Tullo Golfarelli al quale fu dato l'incarico nel 1882.
Il monumento, che in origine si trovava al centro della piazza (detta della Fiera) circondato da un'inferriata con dei lampioni, fu commissionato da un comitato di garibaldini e mazziniani presieduto da Gianbattista Torri-Tarelli che diede l'incarico al Confalonieri in netta concorrenza con il comitato cattolico promotore del monumento al Manzoni, in quella che è stata definita la guerra delle statue.

## Descrizione
L'opera, in granito bianco di Baveno, ritrae il patriota in una figura stante di oltre tre metri in posa solenne e spavalda con lo sguardo rivolto verso oriente a differenza di molti monumenti a lui dedicati che lo ritraggono col viso rivolto verso Roma, città che non riuscì mai a conquistare.
Il poncho drappeggiato sulle spalle, il fazzoletto annodato al collo, il capo scoperto, la mano sinistra in tasca e la destra che impugna una spada trasmettono nell'insieme il vigore fisico e morale quale esempio di virtù civile evitando l'enfasi data dal realismo del personaggio reso nelle sue caratteristiche fisionomiche e psicologiche.
Sul piedistallo sono riportati i nomi dei quattro garibaldini che parteciparono alla spedizione dei Mille nativi del territorio lecchese: i fratelli Carlo e Giuseppe Torri-Tarelli di Onno, residenti nella vecchia contrada della Maddalena, Ernesto Berthé di San Giovanni alla Castagna e il valsassinese Tranquillo Baruffaldi di Barzio.
La statua nel corso del XX secolo fu arretrata e posta davanti al Teatro della Società, sul lato opposto dell'Albergo Croce di Malta che lo ospitò fra il 1859 e il 1866 quattro volte come tutt'oggi ricordano le lapidi poste sulla facciata dell'edificio.